# Berkelaar
Berkelaar (Limburgs: Berkelieër) is een buurtschap in de Nederlandse provincie Limburg, gemeente Echt-Susteren. Tot en met 2002 was het deel van de gemeente Echt. De buurtschap Berkelaar valt onder het dorp Echt en ligt er ten noorden van.

## Geschiedenis
Berkelaar is ontstaan rond de hoeve van de Munsterabdij, het huidige Swaantjeshof. De plaats had wellicht al in de 17e eeuw een schutterij. Vroeger bestond er een Groot- en een Klein-Berkelaar. In 1922 kwam de tramlijn Roermond - Sittard gereed, die over de Maasbrachterweg liep. De buurtschap kreeg een tramhalte en de trams stopten 'op tijdig verzoek'. Dagelijks reden er vijf trams in beide richtingen. In 1937 werd de tramlijn opgebroken en nam busvervoer het reizigersverkeer over.

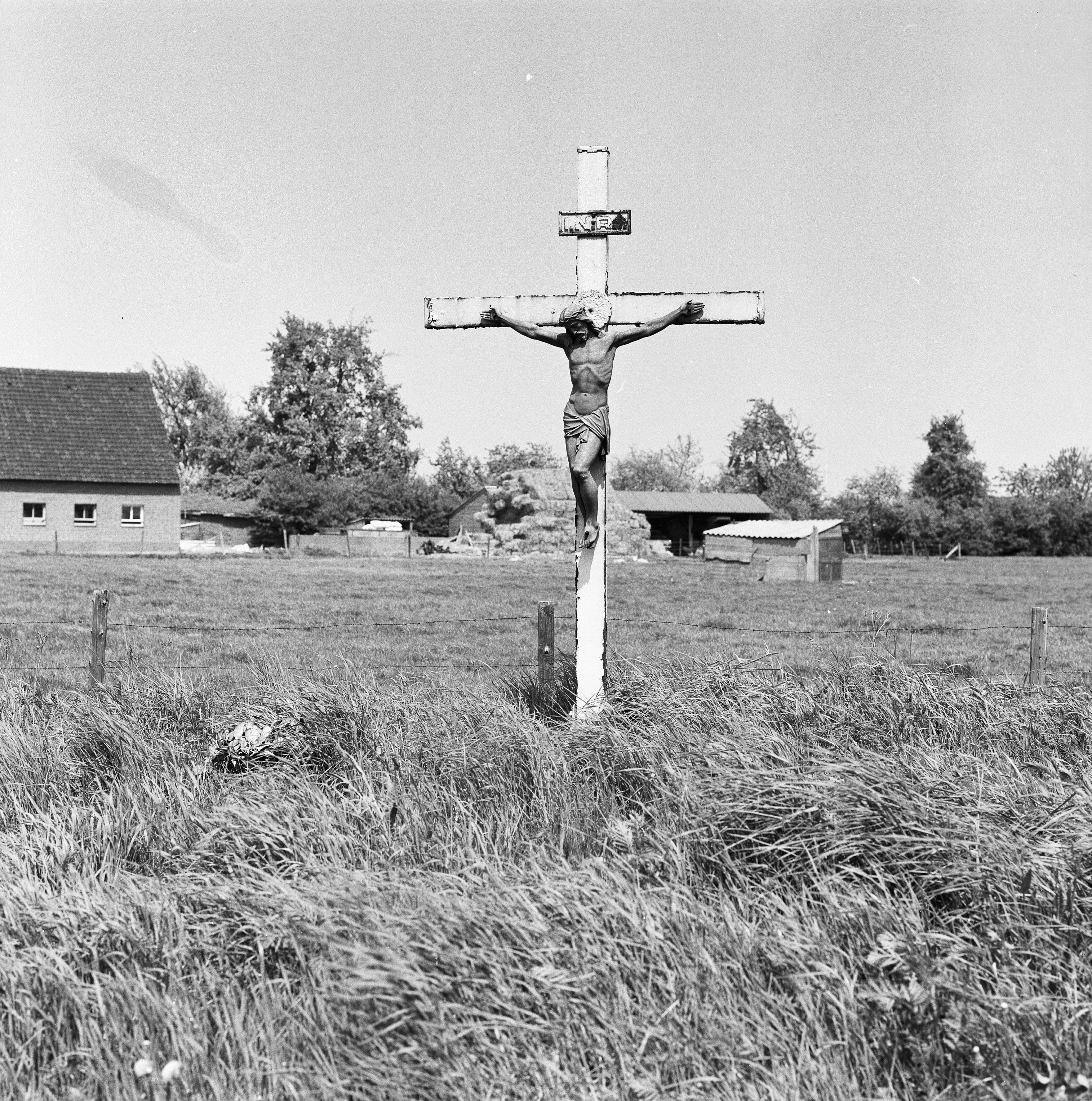
Wegkruis bij viaduct Eg, te Berkelaar, 1973.

## Statistische gegevens
In 1840 had Berkelaar 48 huizen met 276 inwoners. Anno 2020 heeft Berkelaar ca. 120 huizen met ongeveer 280 inwoners.

## Bezienswaardigheden
- Het Munsterhof stamt uit 1716.
- Hofboerderij Bosserhof (1767) is een rijksmonument dat al in de 16e eeuw bekend was als Carthuyserhoeve, van het kartuizerklooster in Roermond.
- Mariakapel aan het Pietjesveld
- Mariakapel aan de Kapelstraat

Kernen: Dieteren · Echt · Koningsbosch · Maria Hoop · Nieuwstadt · Pey · Roosteren · Sint Joost · Slek · Susteren

Buurten en buurtschappen: Aan het Echterbosch · Aan Reijans · Aasterberg · Baakhoven · Berkelaar · Christinawijk · Echterbosch · Frenkenshof · Gebroek · Gulickshof · Haeselaarbroek · Heide · Hingen · Hommelhof · Illikhoven · Kokkelert · Lange Bosschen · Liboscherveld · Mariaveld · Pepinusbrug · Pepiniushof · In de Mehre · Middelveld · Munsterveld · Oevereind · Ophoven · Oud-Roosteren · Putbroek · Schilberg · Sint Anna · Sint Antoniushoeve · Spaanshuisken · Visserweert · Vogelsang · Wolfskoul

Bedrijventerreinen: De Berk · Businesspark ML · Dieterderweg · De Loop · Wolfskoul

Limburg: Steden en dorpen      Nederland: Provincies · Gemeenten